# ブレンビオ
ブレンビオ（伊: Brembio）は、イタリア共和国ロンバルディア州ローディ県にある、人口約2,700人の基礎自治体（コムーネ）。

## 地理

### 位置・広がり

#### 隣接コムーネ
隣接するコムーネは以下の通り。
- ボルゲット・ロディジャーノ
- カザルプステルレンゴ
- リヴラーガ
- マイラーゴ
- オスペダレット・ロディジャーノ
- オッサーゴ・ロディジャーノ
- セクニャーゴ

### 気候分類・地震分類
気候分類では、zona E, 2579 GGに分類される。
また、イタリアの地震リスク階級 (it) では、zona 3 (sismicità bassa) に分類される。

## 姉妹都市
- Saint-Christo-en-Jarez、フランス 2004年